# Judhael de Totnes

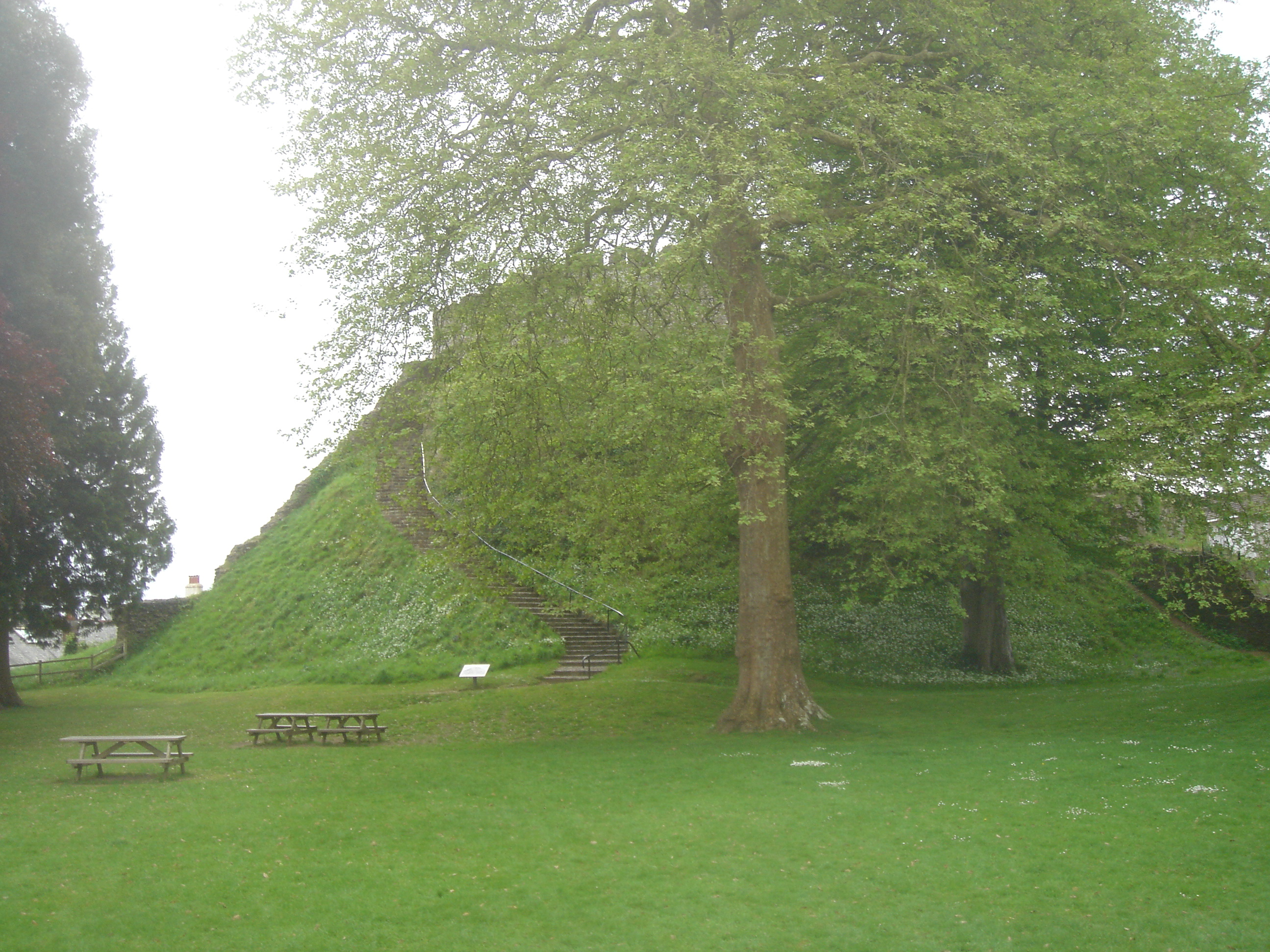
Die Motte von Totnes Castle

Judhael de Totnes, auch Juhel de Totnes († vor 1130), war ein normannischer Adliger und Unterstützer Wilhelm des Eroberers. 

## Herkunft
Nach eigenen Angaben hieß sein Vater Alfred, ob Judhael aus der Bretagne oder der Normandie stammt ist ungeklärt.

## Leben
Vermutlich kurz nach der normannischen Eroberung Englands erhielt Judhael umfangreichen Grundbesitz entlang der Ostküste von Devon. In Südwestengland hatte es 1068 eine Rebellion gegen die normannischen Eroberer gegeben, zusätzlich wurden die Küsten von irischen Seeräubern bedroht. Zur Sicherung der normannischen Herrschaft errichtete Judhael Totnes Castle im Nordosten der angelsächsischen Stadt Totnes. Außerdem stiftete er das Benediktinerpriorat St Mary in Totnes. Im Domesday Book wird Judhael 1086 noch als Herr von über 100 Lehen genannt, doch unter König Wilhelm II. verlor er aus unbekannten Gründen um 1091 Totnes, das an Roger de Nonant fiel.
Um 1100 erwarb Judhael die Herrschaft Barnstaple, wo er das Kloster St Martin-des-Champs stiftete. Als alter Mann trat er 1123 in das Kloster ein und starb dort vor 1130. 

## Familie
Judhael hatte zwei Töchter und einen Sohn:
- Alfred († vor 1139), der wegen Unterstützung der Rebellion von Baldwin de Redvers 1136 seine Besitzungen verlor. Er starb ohne Erben.
- Aenor ⚭ Philip de Braose, 2. Lord of Bramber
- Unbekannt ⚭ Henry de Tracy

Sein Enkel William de Braose, 3. Lord of Bramber, Sohn seiner Tochter Aenor erbte 1155 die Hälfte der Baronie von Barnstaple, die Baronie Totnes wurde 1206 zwischen seinem Urenkel William de Braose, 4. Lord of Bramber und Henry de Nonant geteilt.